# Melia (gènere)
Melia és un gènere d'arbres dins la família Meliàcia.
El nom d'aquest gènere és originat pel grec,μηλια, que és el mom donat per Teofrast per al Fraxinus ornus, el qual té les fulles similars.

## Algunes espècies
| - Melia arguta DC. - Melia azedarach L. – - Melia birmanica Kurz - Melia bogoriensis Koord. & Valeton - Melia dubia Cav. - Melia elegans Seem. |  | - Melia floribunda Carrière - Melia integerrima Buch.-Ham. - Melia simplicifolia Sessé & Moc. - Melia tomentosa Roxb. - Melia toosendan Siebold & Zucc. - Melia volkensii Gürke |  |

List sources :

### Anteriorment ubicat aquí
- Azadirachta excelsa (Jack) M.Jacobs (com M. excelsa Jack)
- Azadirachta indica A.Juss. (com M. azadirachta L.)
- Cipadessa baccifera (Roth) Miq. (com M. baccifera Roth)
- Dysoxylum parasiticum (Osbeck) Kosterm. (com M. parasitica Osbeck)
- Sandoricum koetjape (Burm.f.) Merr. (com M. koetjape Burm.f.)[8]